# Labracinus
Labracinus là một chi cá biển thuộc họ Cá đạm bì, được xếp vào phân họ Pseudochrominae. Các thành viên trong chi này được tìm thấy ở vùng biển nhiệt đới ở Tây Thái Bình Dương.

## Các loài
Có 3 loài được ghi nhận trong chi này:
- Labracinus atrofasciatus (Herre, 1933)
- Labracinus cyclophthalmus (Müller & Troschel, 1849)
- Labracinus lineatus (Castelnau, 1875)